# Alfi Automobile
Alfi Automobile GmbH là một nhà sản xuất ô tô Đức.

## Lịch sử công ty
Cho đến năm 1924, Alex Fischer là người đứng đầu AG für Akkumulatoren- und Automobilbau, công ty bán ô tô nhỏ bốn bánh với tên gọi Alfi. Năm 1927, ông thành lập công ty riêng của mình ở Berlin và bắt đầu sản xuất ô tô. Tên thương hiệu là Alfi. Việc sản xuất kết thúc vào năm 1928.

## Mẫu xe
Công ty sản xuất xe ba gác. Một động cơ xi-lanh đơn của DKW được sử dụng để dẫn động riêng bánh trước. Một nguồn tin khác đề cập đến một động cơ hai xi-lanh hai thì với dung tích xi lanh là 500 cm³ và công suất 10 HP do DKW sản xuất. Phần lớn các phương tiện giao thông do công ty sản xuất đều là xe tải. Chỉ một số mẫu ô tô được sản xuất.
Một chiếc xe thể thao bốn bánh do hãng lên ý tưởng vẫn là một nguyên mẫu hệ thống.